# Régimen de Excepción en El Salvador
El Régimen de Excepción es un derecho estipulado en la Constitución de El Salvador, dicho instrumento jurídico que permite al Estado suspender temporalmente determinados derechos constitucionales en circunstancias extraordinarias. Esta figura legal faculta a las autoridades salvadoreñas para tomar medidas especiales cuando se producen situaciones que alteran significativamente el orden público o la estabilidad nacional.
El Régimen de Excepción puede ser declarado ante diversos escenarios que comprometan la normalidad institucional, tales como catástrofes naturales, epidemias, conflictos políticos o civiles graves que obstaculicen el funcionamiento regular de las instituciones. Su aplicación puede comprender la totalidad del territorio nacional o únicamente las zonas directamente afectadas, con el propósito de restablecer el orden y garantizar la seguridad ciudadana.

## Antecedentes
El 26 de marzo de 2022 se registraron un total de 62 muertes violentas, cifra que constituyó el mayor número de homicidios registrado en un período de tres décadas en El Salvador. Ante esta situación, el Gobierno de Nayib Bukele, solicitó la declaración de un régimen de excepción con una vigencia de treinta días. La medida se fundamentó en el incremento significativo de la tasa de homicidios en el territorio nacional, con el objetivo de implementar acciones extraordinarias para contrarrestar la violencia.

Solicito a la Asamblea Legislativa de El Salvador decretar hoy mismo Régimen de Excepción, de acuerdo al artículo 29 de la Constitución de la República.
Nayib Bukele en su cuenta de X

## Implementación
El 27 de marzo de 2022, la Asamblea Legislativa de El Salvador aprobó un estado de excepción, conforme a lo establecido en el artículo 29 de la Constitución de la República. 

Art. 29.— Régimen de excepción:  En casos de guerra, invasión del territorio, rebelión, sedición, catástrofe, epidemia u otra calamidad general, o de graves perturbaciones del orden público, podrán suspenderse las garantías establecidas en los artículos 5, 6 inciso primero, 7 inciso primero y 24 de esta Constitución, excepto cuando se trate de reuniones o asociaciones con fines religiosos, culturales, económicos o deportivos. Tal suspensión podrá afectar la totalidad o parte del territorio de la República, y se hará por medio de decreto del Órgano Legislativo o del Órgano Ejecutivo, en su caso.
Constitución de la República de El Salvador de 1983

Esta disposición constitucional regula los mecanismos mediante los cuales el Estado puede implementar medidas extraordinarias en circunstancias específicas que ameriten la suspensión temporal de ciertos derechos fundamentales. El estado de excepción representa un instrumento jurídico contemplado en el marco legal salvadoreño para situaciones que requieren una intervención estatal específica.

Art. 2.— Declarase en todo el territorio nacional “Régimen de Excepción”, derivado de las graves perturbaciones al orden público por grupos delincuenciales que atentan contra la vida, la paz y la seguridad de la población salvadoreña.
Decreto N° 333 - Asamblea Legislativa de la República de El Salvador.

Hasta el 17 de diciembre de 2024, la Asamblea Legislativa de El Salvador había aprobado la ampliación del régimen de excepción por trigésima tercera ocasión. La medida fue respaldada con 57 votos de los 60 diputados que conforman el pleno legislativo.
La solicitud de prórroga presentada por el Consejo de Ministros destacó que, desde la implementación del régimen de excepción, se han realizado más de 83.600 capturas de personas vinculadas a estructuras criminales de pandillas. Paralelamente, la presidencia evalúa la posibilidad de modificar algunas de las restricciones vigentes, aunque el ministro de Seguridad, Gustavo Villatoro, manifestó que la decisión se encuentra en proceso de análisis.

## Efectos y resultados
A finales de marzo de 2022, las fuerzas de seguridad salvadoreñas anunciaron que habían detenido a 576 pandilleros; desde la declaración del estado de excepción, más de 83.000 personas vinculadas a las estructuras pandilleriles han sido arrestadas, entre ellas, cabecillas de pandillas.
Para el 9 de diciembre de 2024, el Gobierno de Bukele totaliza 776 días no consecutivos sin registrar homicidios.
En el año 2024, El Salvador registró una tasa de homicidios de 1.9 por cada 100,000 habitantes, con un total de 114 casos reportados, un 26% menos que 2023. Esta cifra se presentó durante el segundo año consecutivo de la implementación del Régimen de Excepción, evidenciando una continuidad en la tendencia decreciente de los índices de violencia. De acuerdo con datos oficiales divulgados por la Fiscalía General de la República, estos resultados posicionaron al país como uno de los que registra menores índices de homicidios en la región occidental.